# Борок (Гомельський район)
Борок (біл. Барок) — селище в Урицькій сільраді Гомельського району Гомельської області Білорусі.

## Географія

### Розташування
У 11 км на захід від Гомеля.

## Гідрографія
На річці Рандовка (притока річки Уза).

## Населення

### Чисельність
- 2004 — 52 господарств, 78 жителів.